# Sony Vision-S 01
La Sony Vision-S (ou Vision-S 01) est un concept car de voiture électrique développée par le fabricant d'électronique japonais Sony. Elle sert de base au concept présenté par le constructeur Afeela, né de la joint-venture entre Sony et Honda.

## Présentation
La Sony Vision-S est basé sur une plateforme conçue pour des véhicules entièrement électriques et développée par Sony. Elle est le premier modèle basé sur cette plateforme et dévoilée au Consumer Electronics Show (CES) 2020 de Las Vegas sous le nom de Vision-S Concept.
En 2022, le concept est renommé "Vision-S 01" après la présentation du concept Sony Vision-S 02. Sony prévoit d’utiliser la plate-forme de la Vision-S pour développer de futurs véhicules électriques sous une nouvelle filiale en propriété exclusive baptisée Sony Mobility Inc..
La Vision-S concept est conçue par la division AI/Robotics de Sony en collaboration avec diverses sociétés automobiles, dont Magna International,,, Continental AG, Elektrobit, Benteler et Bosch, et avec les dernières technologies de ces sociétés liées au secteur automobile, comme la connectivité permanente, les appareils sensoriels et la conduite autonome,. Le projet a été dirigé par l’équipe AI/Robotics de Sony, l’ingénierie et les tests initiaux ont été effectués dans les installations de Magna-Steyr à Graz, en Autriche.
En juillet 2020, Sony annonce le retour du concept Vision-S à Tokyo pour tester et améliorer ses capteurs et l'audio, ainsi que poursuivre son développement pour des essais routiers sur route,.
Daisuke Ishii a déclaré que le "S" dans Vision-S signifie détection ("sensing" en anglais), sécurité, société et Sony.

## Caractéristiques techniques
La Vision-S est dotée de deux moteurs électriques de 200 kW chacun placé sur les essieux lui procurant une transmission intégrale. Sony affirme que la voiture peut accélérer de 0 à 100 km/h en 4,8 s, et la vitesse de pointe est évaluée à 240 km/h. 
À l'intérieur, un écran tactile panoramique est intégré au tableau de bord, accompagné d'un système de « réalité audio » à 360°, grâce à plusieurs haut-parleurs.
Les dossiers du siège conducteur et du siège passager avant sont chacun équipés d’un écran de 10,1 pouces, et la voiture dispose d’une connexion cellulaire 5G, permettant aux passagers de diffuser et de jouer à des jeux en se connectant à distance aux console de jeux PlayStation.
Lors du CES 2021, après des essais sur route, Sony a fourni une mise à jour sur la Vision-S concept pour affiner la suite de capteurs et les fonctionnalités du véhicule. Izumi Kawanishi, directeur général de Sony AI/Robotics, a exposé la vision de Sony dans un discours d’ouverture en mai 2021, la Vision-S était censée présenter le développement de l’intelligence artificielle par Sony. Les trois concepts directeurs de la Vision-S sont la sécurité, le divertissement et l’adaptabilité; la sécurité serait mise en œuvre grâce à la conduite autonome, tandis que le divertissement est ce pour quoi Sony est peut-être le plus connu, et l’adaptabilité fait référence à l’évolution continue prévue des fonctionnalités ainsi qu’aux contributions à la durabilité environnementale.

### Sécurité
Au lancement, la Vision-S concept comprenait 33 capteurs. Après d’autres tests et raffinements, le concept a été mis à niveau pour transporter 40 capteurs (18 caméras, 18 radars et 4 lidar), comprenant un capteur à pixels actifs, un lidar à semi-conducteurs, un radar et des caméra temps de vol, qui forment collectivement une suite d’aide à la conduite avancée appelée "Safety Cocoon". Au début, le Safety Cocoon sera capable de simplifier les fonctions d’aide au stationnement et de changement de voies de circulation, mais grâce à l’utilisation de mises à jour en direct, Sony espère atteindre un niveau 4 ou plus de conduite autonome